# Бони (Киров)
 Бони — деревня в Кировской области. Входит в состав муниципального образования «Город Киров»

## География
Расположена на расстоянии примерно 10 км по прямой на запад-юго-запад от железнодорожного вокзала станции Киров.

## История
Известна с 1710 года как деревня Шалаевская с населением 12 душ мужского пола, в 1764 24 жителя. В 1873 здесь (деревня Шалаевская 7-я или Бани) дворов 4 и жителей 31, в 1905 (Шалаевская 7-я или Бони)  7 и 63, в 1926 (Бони или Шалаевская 7-я) 12 и 66, в 1950 12 и 45, в 1989 10 жителей. Административно подчиняется Ленинскому району города Киров.

## Население
Постоянное население составляло 5 человек (русские 100%) в 2002 году, 17 в 2010.